# Catawba (Ohio)
Catawba és una població dels Estats Units a l'estat d'Ohio. Segons el cens del 2000 tenia 312 habitants.

## Demografia
Segons el cens del 2000, Catawba tenia 312 habitants, 106 habitatges, i 85 famílies. La densitat de població era de 463,3 habitants/km².
Dels 106 habitatges en un 41,5% hi vivien nens de menys de 18 anys, en un 61,3% hi vivien parelles casades, en un 8,5% dones solteres, i en un 19,8% no eren unitats familiars. En el 12,3% dels habitatges hi vivien persones soles el 3,8% de les quals corresponia a persones de 65 anys o més que vivien soles. El nombre mitjà de persones vivint en cada habitatge era de 2,94 i el nombre mitjà de persones que vivien en cada família era de 3,21.
Per edats la població es repartia de la següent manera: un 30,4% tenia menys de 18 anys, un 8% entre 18 i 24, un 31,7% entre 25 i 44, un 22,1% de 45 a 60 i un 7,7% 65 anys o més.
L'edat mediana era de 32 anys. Per cada 100 dones de 18 o més anys hi havia 102,8 homes.
La renda mediana per habitatge era de 39.659 $ i la renda mediana per família de 40.833 $. Els homes tenien una renda mediana de 34.167 $ mentre que les dones 31.250 $. La renda per capita de la població era de 16.261 $. Cap de les famílies estaven per davall del llindar de pobresa.

## Poblacions properes
El següent diagrama mostra les poblacions més properes.